# Återgångston
Återgångston – eller växelton – en av de obetonade dissonanserna.

## Händelseförlopp
1. på (relativt) betonad taktdel föreligger en konsonans mellan en viss stämma och en annan.
2. på (relativt) obetonad taktdel rör sig stämman stegvis uppåt (eller nedåt). Dissonans uppstår mot någon annan ton.
3. på (relativt) betonad taktdel rör sig stämman tillbaka. Konsonans uppstår återigen.